# Lijst van voetbalinterlands Montserrat - Saint Kitts en Nevis
Deze lijst van voetbalinterlands is een overzicht van alle officiële voetbalwedstrijden tussen de nationale teams van Montserrat en Saint Kitts en Nevis. De landen speelden tot op heden twee keer tegen elkaar. De eerste ontmoeting, een kwalificatiewedstrijd voor de Caribbean Cup 2005, werd gespeeld in Basseterre op 31 oktober 2004. Het laatste duel, een kwalificatiewedstrijd voor de Caribbean Cup 2010, vond plaats op 10 oktober 2010 in Kingstown (Saint Vincent en de Grenadines).

## Wedstrijden
| № | Plaats     | Datum           | Competitie                      | Wedstrijd                   | Uitslag |
| - | ---------- | --------------- | ------------------------------- | --------------------------- | ------- |
| 1 | Basseterre | 31 oktober 2004 | Caribbean Cup 2005 kwalificatie | St. Kitts-Nev. – Montserrat | 6 – 1   |
| 2 | Kingstown  | 10 oktober 2010 | Caribbean Cup 2010 kwalificatie | St. Kitts-Nev. – Montserrat | 4 – 0   |

## Samenvatting
| Competitie                 | Totaal gespeeld | Winst Montserrat | Gelijk | Winst St. Kitts-Nev. | Doelsaldo Montserrat – St. Kitts-Nev. |
| -------------------------- | --------------- | ---------------- | ------ | -------------------- | ------------------------------------- |
| Caribbean Cup-kwalificatie | 2               | 0                | 0      | 2                    | 1 − 10                                |
| Totaal                     | 2               | 0                | 0      | 2                    | 1 − 10                                |

MFA · A-internationals
1990 – 1999 · 
2000 – 2009 · 
2010 – 2019 ·
2020 − 2029
1991 · 
1992 · 
1993 · 
1994 · 
1995 · 
1996 · 
1997 · 
1998 · 
1999 · 
2000 · 
2001 · 
2002 · 
2003 ·
2004 · 
2005 · 
2006 · 
2007 · 
2008 · 
2009 · 
2010 · 
2011 · 
2012 ·
2013 ·
2014 ·
2015 ·
2016 ·
2017 ·
2018 ·
2019 ·
2020 ·
2021 ·
2022 ·
2023 ·
2024 ·
Amerikaanse Maagdeneilanden ·
Anguilla ·
Antigua en Barbuda ·
Aruba ·
Barbados ·
Belize ·
Bermuda ·
Bhutan ·
Britse Maagdeneilanden ·
Curaçao ·
Dominicaanse Republiek ·
El Salvador ·
Grenada ·
Guyana ·
Haïti ·
Kaaimaneilanden ·
Nicaragua ·
Panama ·
Saint Kitts en Nevis ·
Saint Lucia ·
Saint Vincent en de Grenadines ·
Suriname ·
Trinidad en Tobago
SKNFA · A-internationals · Vrouwenelftal van Saint Kitts en Nevis
1979 – 1989 · 
1990 – 1999 · 
2000 – 2009 · 
2010 – 2019 ·
2020 − 2029
Amerikaanse Maagdeneilanden ·
Andorra ·
Anguilla ·
Antigua en Barbuda ·
Armenië ·
Aruba ·
Bahama's ·
Barbados ·
Belize ·
Bermuda ·
Britse Maagdeneilanden ·
Canada ·
Costa Rica ·
Cuba ·
Curaçao ·
Dominica ·
Dominicaanse Republiek ·
El Salvador ·
Estland ·
Georgië ·
Grenada ·
Guyana ·
Haïti ·
India ·
Jamaica ·
Kaaimaneilanden ·
Mauritius ·
Mexico ·
Montserrat ·
Nicaragua ·
Noord-Ierland ·
Puerto Rico ·
Saint Lucia ·
Saint Vincent en de Grenadines ·
San Marino ·
Suriname ·
Taiwan ·
Trinidad en Tobago ·
Turks- en Caicoseilanden ·
Verenigde Staten